# ヨハン・クリューガー

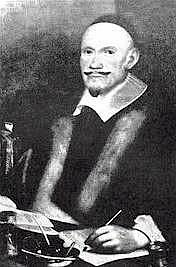
ヨハン・クリューガー

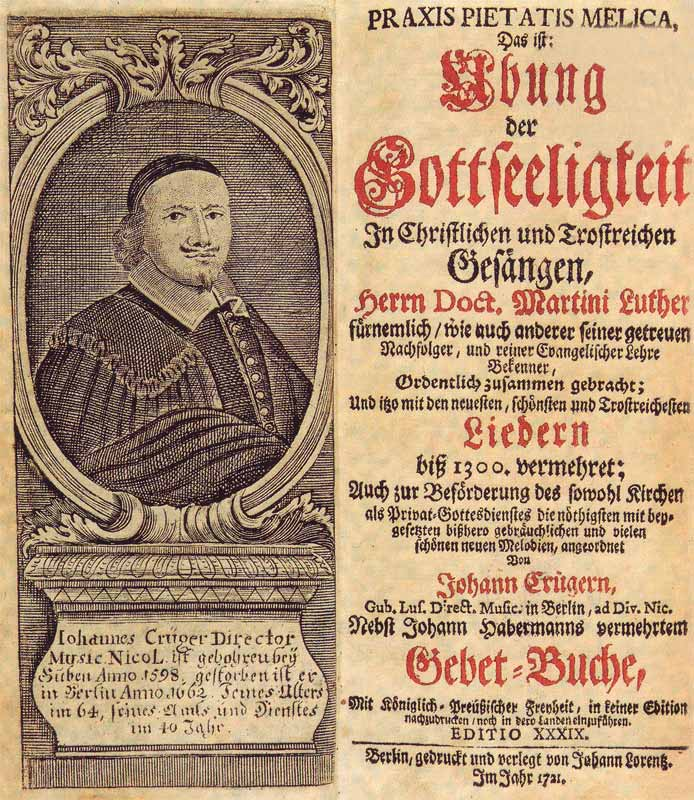
Praxis Pietatis Melica 1721年

ヨハン・クリューガー（Johann Crüger、1598年4月9日 - 1662年2月23日）は、讃美歌作曲者としてよく知られるドイツの作曲者である。
クリューガーは宿屋の息子として生まれた。1613年までラテン語学校で学んだ後、遍歴学生となり、その途上レーゲンスブルクにおいてジョヴァンニ・ガブリエーリの弟子パウル・ホムベルガーに師事した。1615年にベルリンへ行き神学を学んだ。1620年からヴィッテンベルク大学で神学を学んだ。当時、ルター派教会のカントルになるには神学を修めていなければならなかったのである。1622年にベルリン＝ケルン（現在のベルリン）のニコライ教会のカントルに招聘され、以来その死までの40年の間、彼はこの町の音楽監督・カントル・ギムナジウム教師であった。
クリューガーは多数の音楽を作曲し、また音楽教育についても多く著作活動を行った。1643年に有名な讃美歌作詞者パウル・ゲルハルトに会い、親しい友人となり，その数々の讃美歌のために作曲した（優れた讃美歌詩人としてのゲルハルトを最初に見出したのはクリューガーである）。1640年に彼が編纂した讃美歌集 Newes vollkömliches Gesangbuch Augspurgischer Confession（『アウクスブルク信条に基づく新しい完全な聖歌集』）は、第2版において『歌による敬虔の修練』 (Praxis pietatis melica) とタイトルを改め，これは17世紀で最も重要なドイツ・ルター派の讃美歌集となった。

## 日本語讃美歌
讃美歌 (1954年版)
- 2番「いざやともに」
- 13番「こころのよろこびわれはうたわん」
- 18番 「聖なる御神は」
- 153番 「わがたまよ、きけ、」

讃美歌第二編
- 93番 「わがよろこび、なぐさめなる」ヨハン・フランク詞、ヨハン・ゼバスティアン・バッハ、モテット「イエス、わが喜び」BWV227
- 95番 「わがこころよ、いま」ヨハン・フランク詞、ヨハン・ゼバスティアン・バッハ、カンタータ180番「身を飾れ、おお愛する魂よ」